# Vinište (Konjic, BiH)
Vinište je naseljeno mjesto u općini Konjic, Federacija Bosne i Hercegovine, BiH.

## Stanovništvo

### 1991.
Nacionalni sastav stanovništva 1991. godine, bio je sljedeći:
ukupno: 54
- Srbi – 30
- Hrvati – 19
- Jugoslaveni – 5

### 2013.
Nacionalni sastav stanovništva 2013. godine, bio je sljedeći:
ukupno: 5
- Srbi – 3
- Hrvati – 2